# Beijaço

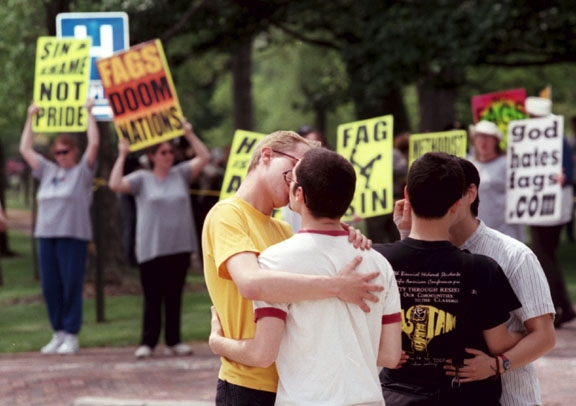
Beijaço organizado defronte a protesto anti-LGBT, ocorrido em 2010 na cidade estadunidense de Oberlin, Ohio

Beijaço é um tipo de manifestação, frequentemente utilizada por pessoas homossexuais, gays ou lésbicas, pansexuais ou bissexuais, que consiste em vários casais de pessoas do mesmo sexo, gays ou lésbicos se beijarem dentro, ou diante de algum lugar que tenha reprimido tal manifestação de afeto previamente, como forma de protesto e repulsa por tal ação e com o objetivo de chocar aqueles que rejeitam tais formas de orientação sexual e em manifestações contra a preconceito.

## Etimologia
Trata-se de junção do substantivo beijo e do aumentativo aço. O uso do aumentativo denota uma preferência em prol da supervalorização desse tipo ato de protesto, que é uma forma de afirmação dentro do grupo social e perante a sociedade.

## História

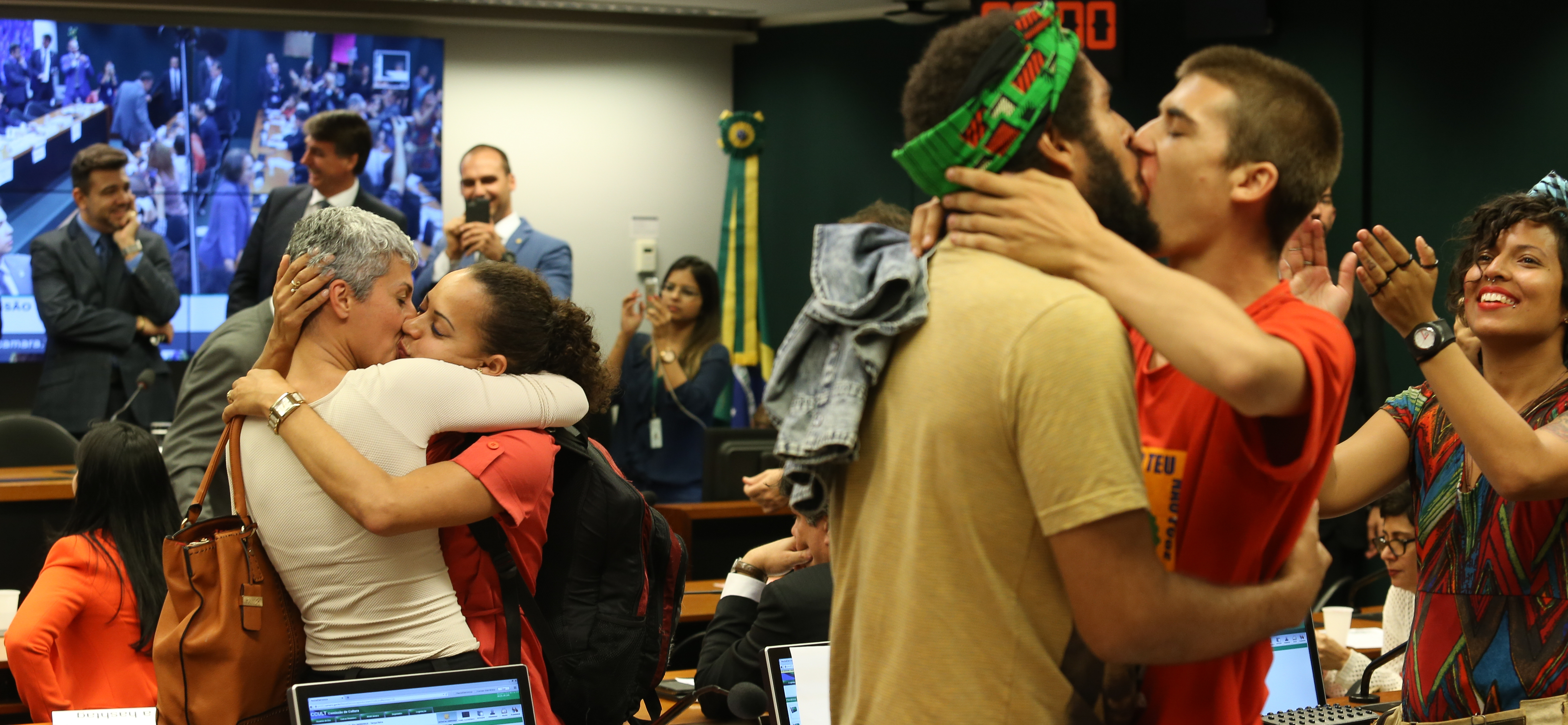
Beijaço organizado contra os deputados federais Jair Bolsonaro e Marco Feliciano no plenário da Câmara dos Deputados do Brasil, em março de 2016.

O termo foi criado em 3 de agosto de 2003 durante uma manifestação no Shopping Frei Caneca em São Paulo. Inspirados nos "panelaços" argentinos, três ativistas gays (Fabricio Viana, Lula Ramires e Stevan Lekitsch)  resolveram protestar contra o centro comercial que havia expulsado um casal homossexual por ter se beijado na praça de alimentação. Convocaram homossexuais da região e mais de 2 mil pessoas apareceram para participar dessa manifestação.
Em abril de 2013, no contexto das manifestações contrárias ao deputado federal e pastor Marco Feliciano (PSC-SP), então presidente da Comissão de Direitos Humanos da Câmara dos Deputados, a cartunista Laerte disseminou um beijaço no mundo dos quadrinhos pela internet que se propagou amplamente, recebendo destaque da media e contando com a participação de mais de 300 cartunistas, dentre eles celebres como Angeli, Allan Sieber, Caco Galhardo, André Dahmer, Adão Iturrusgarai, Fernando Gonsales e até mesmo de estrangeiros como o argentino Liniers.